# Monts Acarai
Les monts Acarai sont un ensemble de moyennes montagnes couvertes de forêts humides, situées entre le Sud du Guyana et le Brésil.
Cette chaîne de montagne a été mentionnée pour la première fois en 1821 par A.H. Brué sous le nom sierra do Acaray.
Son point culminant est situé à 1° 22′ 34″ N, 59° 11′ 37″ O à une altitude de 1 009 m. Les fleuves Essequibo (le plus long cours d'eau du Guyana), et Courantyne prennent leur source dans cette zone.
On y trouve entre autres des opilions tels que Waiwaigovia shultzi ou Neogovea hormigai.

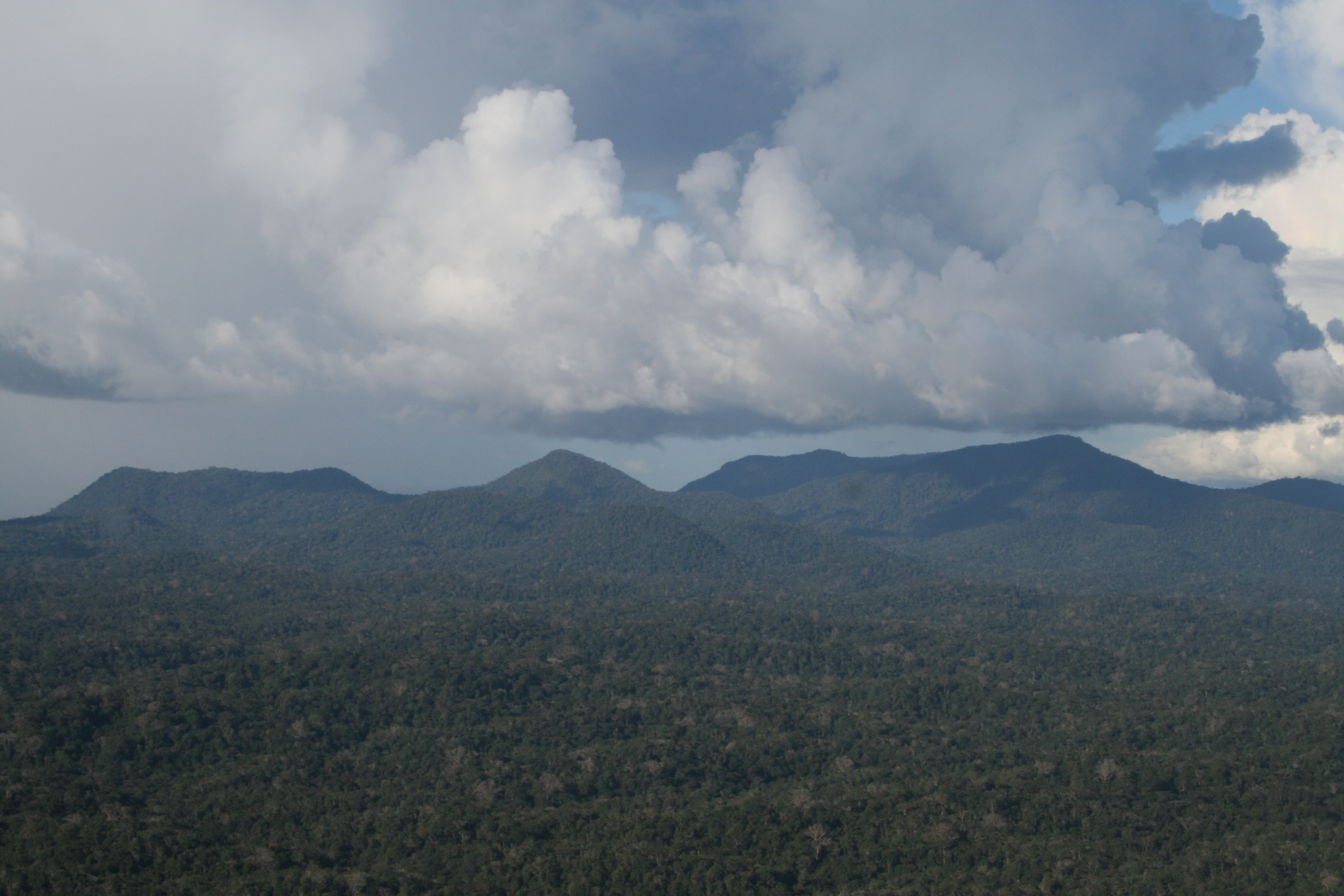
Vue des monts Acarai.